# Pitfall (filme)
Pitfall é um filme policial noir estadunidense de 1948 dirigido por André De Toth e estrelado por Dick Powell, Lizabeth Scott e Jane Wyatt. O filme é baseado no romance The Pitfall de Jay Dratler. Foi lançado em 24 de agosto de 1948, pela United Artists.
Powell e Lizabeth Scott reprisaram seus papéis em uma transmissão da história no Lux Radio Theatre em 8 de novembro de 1948.

## Elenco
- Dick Powell como John Forbes
- Lizabeth Scott como Mona Stevens
- Jane Wyatt como Sue Forbes
- Raymond Burr como MacDonald
- John Litel como Promotor distrital
- Byron Barr como Bill Smiley
- Jimmy Hunt como Tommy Forbes
- Ann Doran como Maggie
- Selmer Jackson como Ed Brawley
- Margaret Wells como Terry
- Dick Wessel como Sargento